# Рустамбаз (гора)
Рустамба́з — гірська вершина у північно-східній частині Великого Кавказу. Знаходиться на півночі Азербайджану.